# بنفسج برودي
بنفسج برودي (الاسم العلمي: Viola frigida) هو نوع من النباتات يتبع جنس البنفسج من فصيلة البنفسجية.